# Auguste Courtois
Auguste Florentin Courtois dit Auguste Liard-Courtois ou Louis Liard, né le 19 novembre 1862 à Poitiers où il est mort le 22 novembre 1918, est un peintre décorateur, publiciste, conférencier anarchiste, néo-malthusien et bagnard français.
Il est resté dans l'histoire pour avoir été condamné et purgé sa peine sous la fausse identité de Louis Liard, puis d'être poursuivi pour faux en écriture publique, en 1894, et condamné à cinq ans de travaux forcés au bagne de Cayenne. Il est finalement acquitté, obtint sa grâce et rentre en France en 1900.
Dans le contexte de l'Affaire Dreyfus, il est l’un des cinq bagnards défendus par la Ligue française pour la défense des droits de l’homme.
Il est l'un des rares bagnards anarchistes, avec Clément Duval, à laisser un témoignage écrit sur son expérience carcérale, qualifiée d'« enfer social », dans deux ouvrages publiés en 1903 et 1905 : Souvenirs du bagne et Après le bagne !.

## Biographie
Fils d’ouvriers poitevins, il apprend le métier de peintre décorateur et fait son tour de France. Ses compagnons le surnomme « l’avocat », car partout où il se trouve, il revendique de meilleures conditions de travail.
Il fréquente les milieux libertaires et devenu militant et bon orateur, il est condamné, en 1891, à deux ans de prison pour une tournée de conférences sur la grève générale.

### Journée de huit heures et grève générale

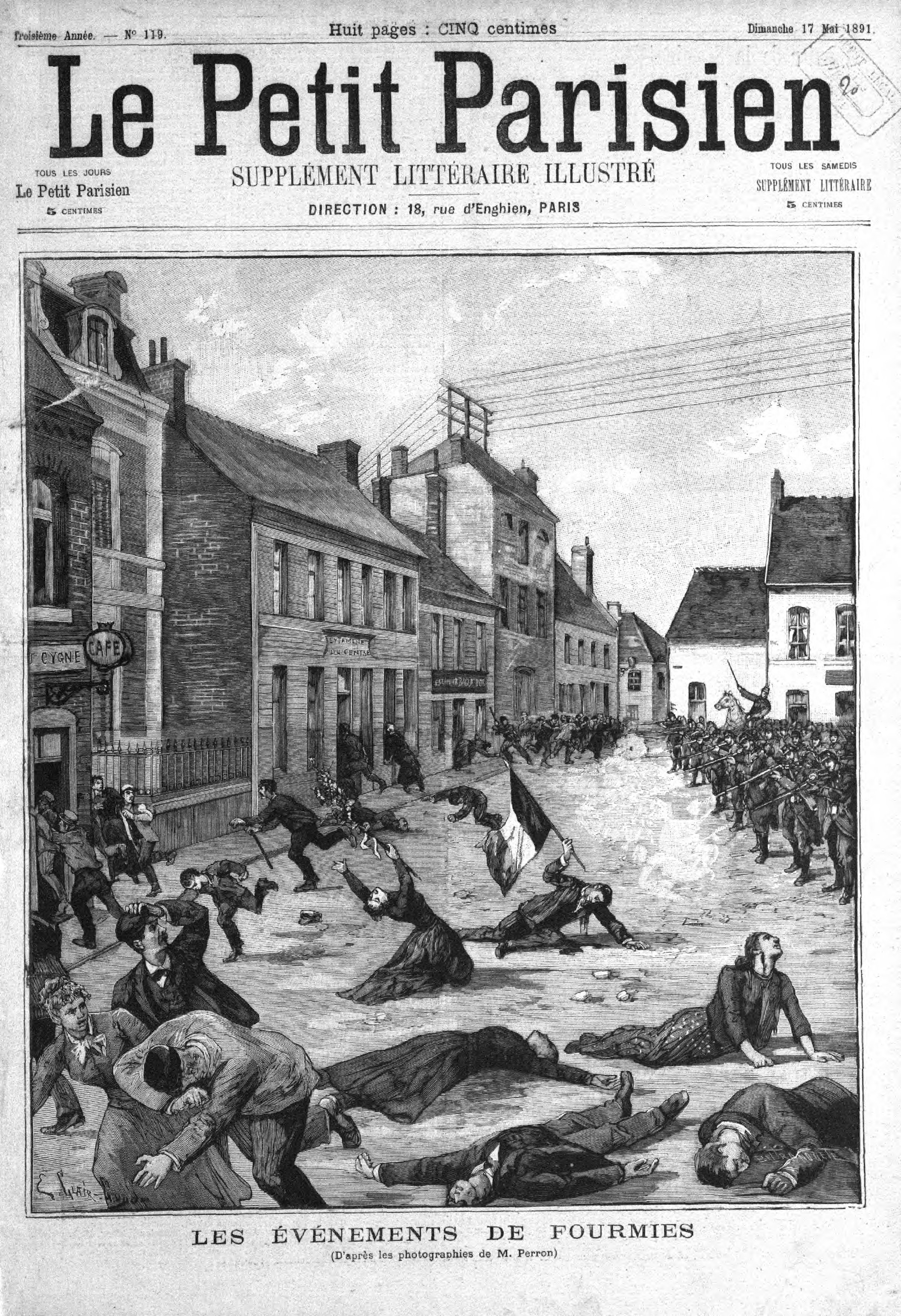
La fusillade de Fourmies.

En 1891, après la fusillade de Fourmies où la troupe met fin dans le sang à une manifestation pacifique d'ouvriers clamant : « C'est les huit heures qu'il nous faut ! » (neuf morts et 35 blessés), il s'installe dans la région et y crée un groupe anarchiste « La Revanche fourmisienne ».
Sur le point d'être arrêté, il est contraint à l'exil, en Belgique, en Angleterre, puis revient en France sous le faux-nom de Louis Liard, anarchiste décédé au Havre deux ans auparavant.
Le 18 mars 1892, à Bordeaux, il est arrêté sous l'identité de Louis Liard, pour avoir prononcé un discours dans une réunion publique célébrant l'anniversaire de la Commune de Paris. Devant le tribunal de Bordeaux, « Liard-Courtois » ne proteste pas en raison des poursuites antérieures dont il est l’objet. Acquitté, il demeure à Bordeaux.
En août 1893, il participe à la grève des ouvriers du bâtiment. Nouvelle condamnation, le 22 août 1893, à quatre mois de prison pour « entraves à la liberté du travail ».

### Fausse identité et bagne en Guyane

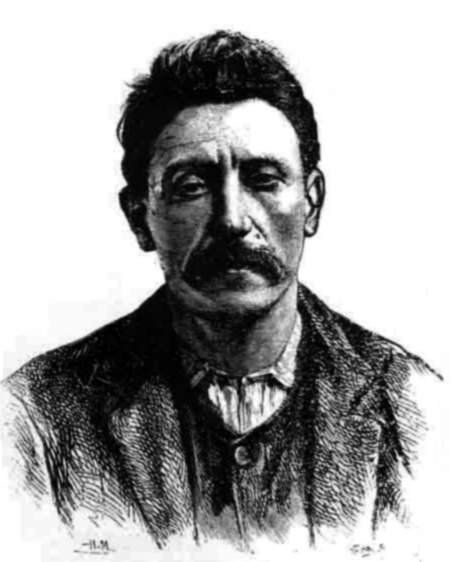
Clément Duval.

Entretemps, la police découvre sa véritable identité et, libéré le 22 décembre, il signe sa levée d’écrou Louis Liard, tombant ainsi dans le piège. Arrêté le 27 janvier 1894, il est inculpé pour faux en écritures publiques, et comparait devant la cour d’assises de la Gironde, le 16 novembre, où il est condamné à cinq ans de travaux forcés,.
Envoyé au bagne en Guyane, il y rencontre d'autres anarchistes tel Clément Duval.
Libéré le 27 janvier 1899, il doit résider à Cayenne, mais tente de s’évader et est repris.
Acquitté, il obtient sa grâce pour les cinq ans de relégation qui lui restent à subir. Il quitte le bagne le 4 mars 1900 et arrive en avril au Havre.
Au travers de ses deux ouvrages sur le bagne publiés en 1903 et 1905, il laisse « un des témoignages de transportés les plus complets : l’auteur aborde la majorité des aspects de la vie quotidienne du bagnard et cite de nombreux textes légaux et documents officiels ; anecdotes et personnages y sont légion, offrant un tableau saisissant du bagne guyanais ».

### Militant libertaire et néo-malthusien

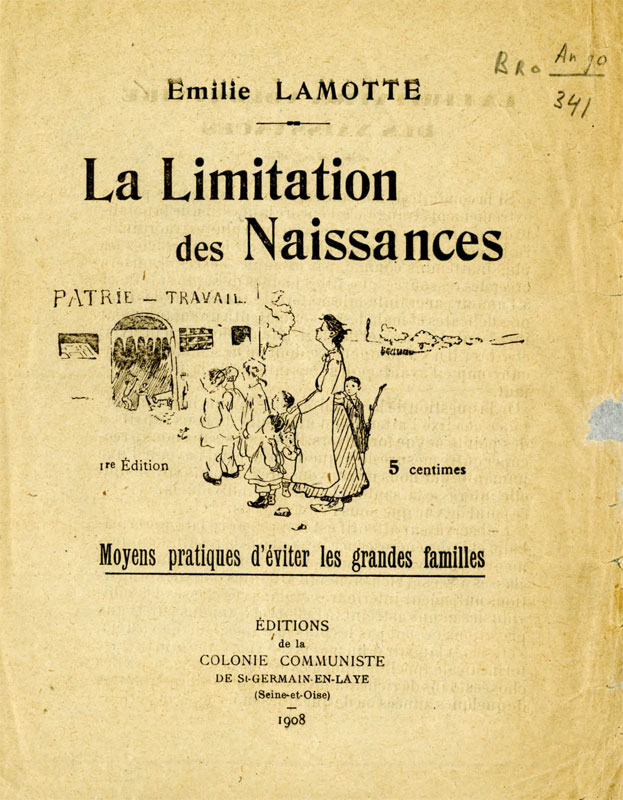
Émilie Lamotte, La Limitation des naissances, 1908, Éditions de la colonie communiste de St Germain-en-Laye.

Il collabore à plusieurs titres de la presse libertaire dont Le Libertaire, Régénération (1896-1908) et Génération Consciente (1908-1914).
Il participe à plusieurs tournées de propagande en faveur du néo-malthusianisme, et est condamné à Rouen, en 1909, à un mois de prison pour une distribution de tracts et de conseils sur les moyens anti-conceptionnels.
En 1914, il se range aux côtés de Jean Grave et du Manifeste des Seize.

## Publications
- Souvenirs du bagne, Paris, Fasquelle, 1903, 468 p., [lire en ligne], rééd., Toulouse, Les Passés simples, 2005, (BNF 40062905).
- Après le bagne !, Paris, Fasquelle, 1905, 328 p., [lire en ligne], rééd., Toulouse, Les Passés simples, 2005, (BNF 40951586).